# Triturus cristatus
El tritón crestado del norte (Triturus cristatus), también conocido como tritón crestado gigante o tritón verrugoso es una especie de anfibio caudado salamándrido del género Triturus. Fue descrito originalmente por el médico y naturalista austriaco Josephus Nicolaus Laurenti en 1768. Es uno de los caudados más comunes en Europa, a excepción de la península ibérica y otras regiones meridionales. También se distribuye en Gran Bretaña y partes de Siberia occidental. Se caracteriza por un pliegue de piel en forma de cresta presente en machos durante época reproductiva que recorre desde su nuca hasta el final de la cola. Cuando es amenazado secreta una sustancia venenosa llamada tetrodotoxina.
Varias de las subespecies anteriores del tritón crestado del norte ahora se reconocen como especies separadas en el género Triturus. Su pariente más cercano es el tritón crestado del Danubio.

## Etimología
El epíteto específico de T. cristatus es de origen latín y significa "con cresta".

## Taxonomía
El tritón crestado del norte fue descrito originalmente como Triton cristatus por Josephus Nicolaus Laurenti en 1768. Linnaeus había usado el nombre Triton para un género de caracoles de mar diez años antes, por lo que el naturalista Constantine Samuel Rafinesque traslado la especie al entonces nuevo género Triturus en 1815, con T. cristatus como la especie tipo.
Más de 40 nombres científicos introducidos a lo largo del tiempo ahora se consideran sinónimos de este género, incluido Lacertus aquatilis, un nomen oblitum publicado cuatro años antes del nombre de la especie de Laurenti. Híbridos resultantes del cruce de un tritón crestado del norte macho con un tritón jaspeado hembra fueron erróneamente descritos como especies distintas bajo el nombre de Triton blasii; híbridos inversos (T. cristatus hembra y T. marmoratus macho) también fueron descritos erróneamente como especies aparte, bajo el nombre de Triton trouessarti.
T. cristatus fue considerado durante mucho tiempo como una sola especie con varias subespecies, sin embargo, después se observaron diferencias genéticas sustanciales entre las entonces subespecies y finalmente se condujo a su reconocimiento como especies nuevas y diferentes entre sí. Actualmente hay siete especies aceptadas de tritones crestados, de los cuales el tritón crestado del norte es el de mayor distribución.

## Historia natural y evolución
El tritón crestado del norte a veces se híbrida con otras especies de tritón crestado con los que comparte su distribución, pero en general, las diferentes especies están aisladas reproductivamente. En un estudio de caso en los Países Bajos, se descubrió que los genes del introducido tritón con cresta italiano de introgresan en el acervo genético del tritón crestado del norte, la especie nativa. El pariente más cercano del tritón crestado del norte, según los análisis filogenéticos moleculares, es el tritón crestado del Danubio, siendo ambas especies monofiléticas, es decir, tienen un mismo ancestro común.
En el oeste de Francia, el rango del tritón crestado del norte se superpone con el del tritón jaspeado, pero las dos especies en general prefieren hábitats diferentes. Cuando las especies se encuentran en los mismos estanques de reproducción, se pueden formar híbridos, que tienen características intermedias. Los híbridos resultantes del cruce de un macho de tritón con cresta con una hembra de tritón jaspeado son mucho más raros debido a la mayor mortalidad de las larvas y consisten solo en machos. En el cruce inverso, los machos tienen tasas de supervivencia más bajas que las hembras. En general, la viabilidad se reduce en estos híbridos y rara vez retrocruzan con sus especies parentales. Los híbridos constituían del 3 al 7% de las poblaciones adultas en diferentes estudios.
Se ha encontrado poca variación genética en la mayor parte del rango de la especie, excepto en los montes Cárpatos, esto sugiere que los Cárpatos fueron un refugio de estos tritones durante el Último Máximo Glacial, para que después se expandieran su área de distribución hacia el norte, el este y el oeste cuando el clima se calentó; esto permitió a la especie sobrevivir.

### Filogenia
Esta es la posición de T. cristatus en el árbol filogenético del género Triturus.
|  | Triturus marmoratus |
|  |                     |
|  | Triturus pygmaeus   |
|  |                     |

|  | Triturus carnifex y Triturus macedonicus                                   |
|  |                                                                            |
|  | \| \| Triturus cristatus \| \| \| \| \| \| Triturus dobrogicus \| \| \| \| |
|  |                                                                            |
|  | Triturus cristatus                                                         |
|  |                                                                            |
|  | Triturus dobrogicus                                                        |
|  |                                                                            |

|  | Triturus cristatus  |
|  |                     |
|  | Triturus dobrogicus |
|  |                     |

|  | Triturus carnifex y Triturus macedonicus                                   |
|  |                                                                            |
|  | \| \| Triturus cristatus \| \| \| \| \| \| Triturus dobrogicus \| \| \| \| |
|  |                                                                            |
|  | Triturus cristatus                                                         |
|  |                                                                            |
|  | Triturus dobrogicus                                                        |
|  |                                                                            |

|  | Triturus cristatus  |
|  |                     |
|  | Triturus dobrogicus |
|  |                     |

|  | Triturus marmoratus |
|  |                     |
|  | Triturus pygmaeus   |
|  |                     |

|  | Triturus carnifex y Triturus macedonicus                                   |
|  |                                                                            |
|  | \| \| Triturus cristatus \| \| \| \| \| \| Triturus dobrogicus \| \| \| \| |
|  |                                                                            |
|  | Triturus cristatus                                                         |
|  |                                                                            |
|  | Triturus dobrogicus                                                        |
|  |                                                                            |

|  | Triturus cristatus  |
|  |                     |
|  | Triturus dobrogicus |
|  |                     |

|  | Triturus carnifex y Triturus macedonicus                                   |
|  |                                                                            |
|  | \| \| Triturus cristatus \| \| \| \| \| \| Triturus dobrogicus \| \| \| \| |
|  |                                                                            |
|  | Triturus cristatus                                                         |
|  |                                                                            |
|  | Triturus dobrogicus                                                        |
|  |                                                                            |

|  | Triturus cristatus  |
|  |                     |
|  | Triturus dobrogicus |
|  |                     |

## Descripción

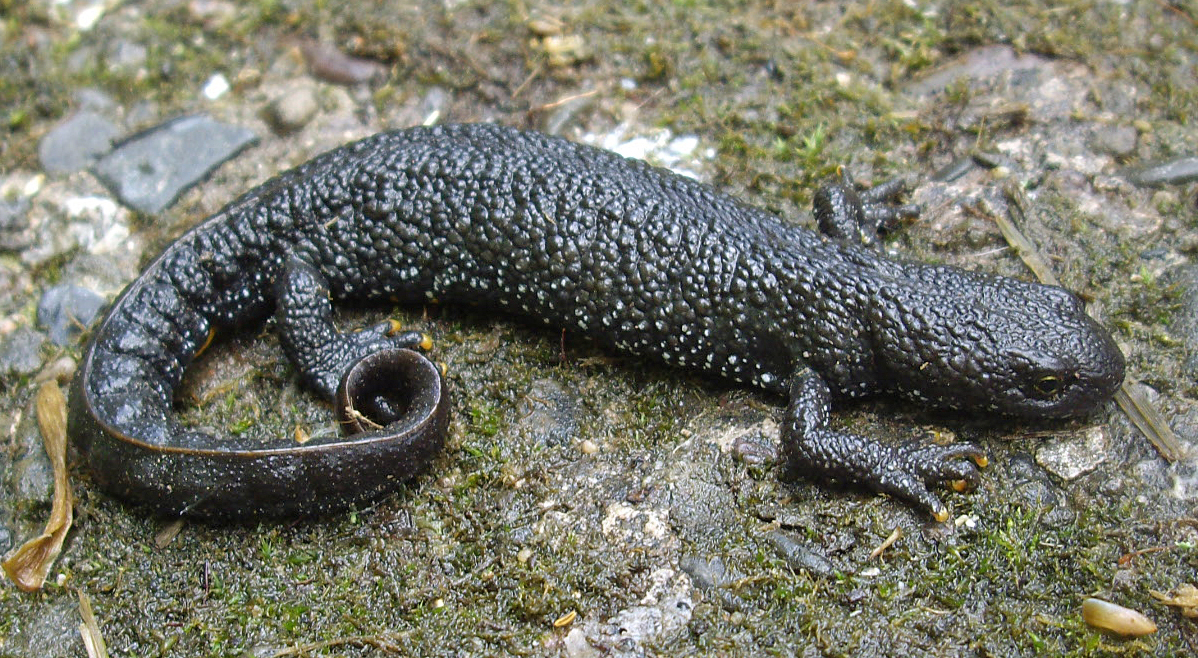
vista lateral de un ejemplar hembra

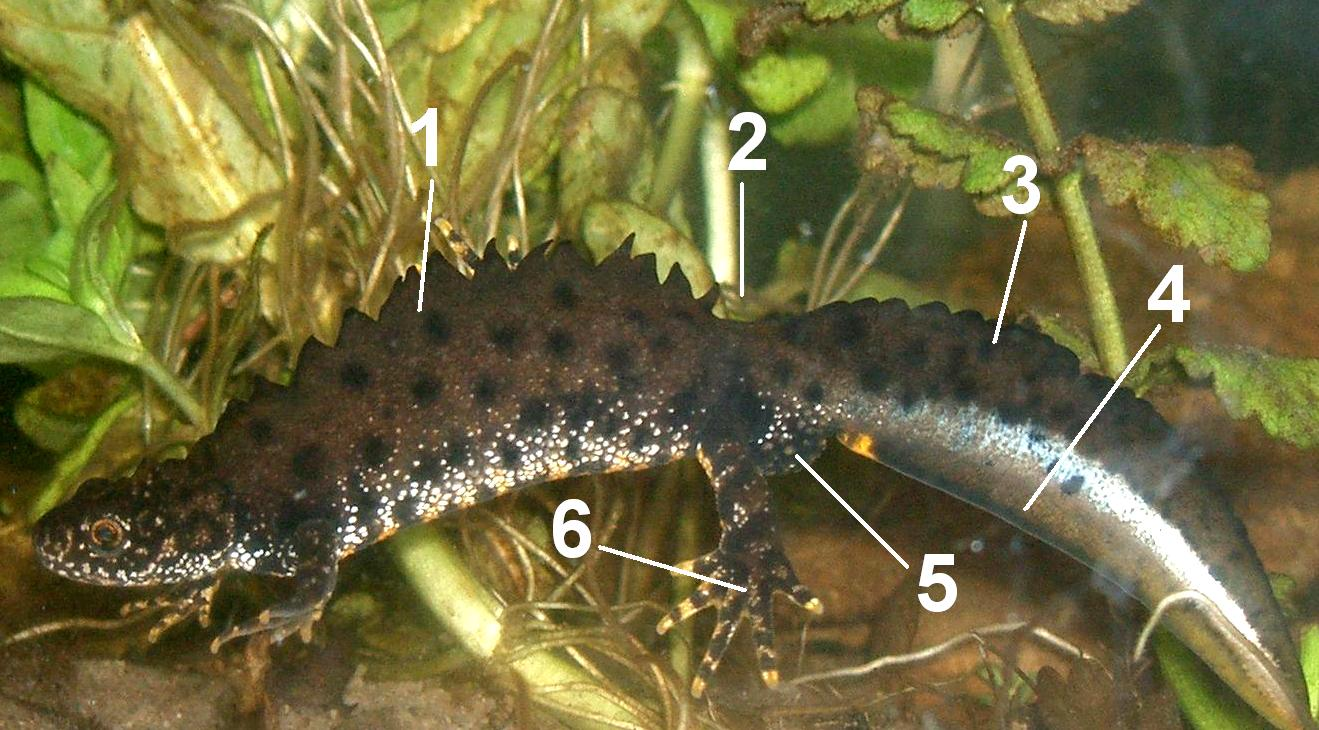
Nótese las siguientes características en machos durante la reproducción: 1 "cresta" con picos. 2 cresta en el borde de la cola descontinuada. 3 cola circular. 4 cola aplanada inferiormente. 5 cloaca hinchada.

El tritón crestado del norte es una especie de tritón relativamente grande, con ejemplares hembra de mayor tamaño. Los machos suelen alcanzar una longitud total de 13,5 cm, mientras que las hembras crecen hasta unos 16 cm; rara vez se han registrado individuos de hasta 20 cm. Las demás especies de tritones crestados son de una complexión más robusta que T. cristatus, a excepción de T. dobrogicus. La forma del cuerpo se correlaciona con la estructura del esqueleto. Posee un pliege en el cuello. El tritón crestado del norte es la segunda especie de su género con mayor número de vértebras y costillas, con un total de 15, siendo superado solo el tritón crestado del Danubio con un total de 16-17 vértebras y costillas; otras especies del género Triturus,  tienen un aproximado de 14 o menos vértebras.
Durante la temporada de reproducción acuática, los machos desarrollan como forma de ehxibición una cresta de hasta 1,5 cm de altura, que se extiende a lo largo de la espalda en forma de picos, siguiendo por la cola, dónde esta se corta en su base y continúa en una forma circular y suave. Las hembras no desarrollan cresta.

### Coloración

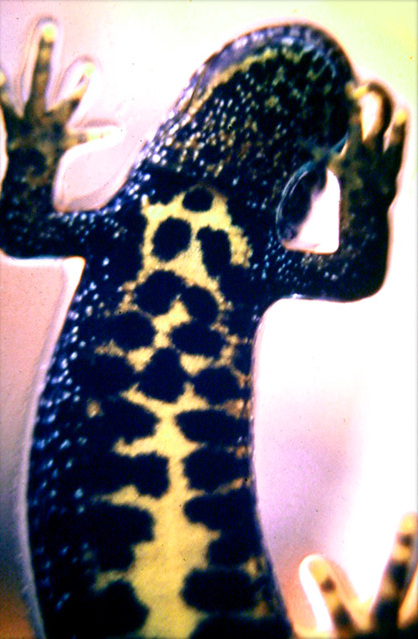
Nótese el vientre de color amarillo con manchas irregulares negras bien definidas.

Los tritones crestados del norte son de piel rugosa con un color marrón oscuro dorsolateralmente, con varias manchas negras y un punteado de blanco lateralmente. La garganta es una mezcla de amarillo a negro con un fino punteado blanco, mientras que el vientre es de color amarillo a naranja con manchas oscuras irregulares bien definidas que son diferentes en cada ejemplar. En la parte posterior de las extremidades se presenta rayas en forma de anillo de color negro-amarillo. El ojo es de color dorado con pupila doradas.
Durante la temporada de reproducción, la cloaca del macho se hincha y tiene un destello blanco azulado a lo largo de los lados de la cola.
Los ejemplares hembra presentan una línea amarilla a lo largo del borde inferior de la cola.

### Alimentación
Durante la fase terrestre, los tritones crestados del norte se alimentan principalmente de noche de invertebrados, como lombrices de tierra y otros anélidos, diferentes insectos y sus larvas, cochinillas, caracoles y babosas; también pueden llegar a alimentarse del tritón común. Durante la temporada de reproducción, se alimentan de varios invertebrados acuáticos como sanguinjuelas, y también de renacuajos de otros anfibios como el sapo común, y tritones más pequeños. Las larvas, dependiendo de su tamaño, comen de forma selectiva pequeños invertebrados como crustáceos planctónicos (incluidas las "pulgas de agua"), larvas de insectos y renacuajos más pequeños de su propia especie.

## Depredadores
Los tritones crestados son consumidos por varias especies de aves acuáticas como garzas, serpientes como la culebra de collar, mamíferos como martas, el tejón común, el erizo común y musarañas y peces depredadores como el lucio europeo y la perca de río. Sus huevos son el alimento favorito de varios animales acuáticos; las larvas son el alimento del escarabajo buceador y sus larvas, varios insectos acuáticos como las chinches de agua, larvas grandes de libélulas y peces.

### Métodos de defensa
Para protegerse de los enemigos, los tritones crestados utilizan posiciones amenazantes, entre otras cosas, en las que se inclinan y muestran la parte inferior de color amarillo brillante o naranja. En tal postura, los tritones normalmente se enrollan y secretan de la piel una sustancia venenosa lechosa de olor agrio llamada tetrodotoxina que puede causar irritación de las membranas mucosas en los humanos, aunque no secretan mucho que, por ejemplo, los tritones del Pacífico. Como la salamandra común, cuando se agarra y molesta a los tritones crestados, estos emitirán sonidos que se describen como "chirridos" o "crujidos". No está claro cómo se producen estos sonidos, si estos son un método de defensa o si el tritón los produce porque este aterrado.

## Ciclo reproductivo
Los tritones adultos comienzan a trasladarse a sus sitios de reproducción en primavera, cuando las temperaturas se mantienen por encima de 4-5 °C, generalmente en marzo. En la fase acuática, los tritones crestados son en su mayoría nocturnos y, en comparación con las especies de tritones más pequeños, generalmente prefieren las partes más profundas de un cuerpo de agua, donde se esconden debajo de la vegetación. Al igual que otros tritones, tienen que salir de vez en cuando a la superficie para respirar aire. La fase acuática no solo sirve para la reproducción, sino que también ofrece presas más abundantes, y los tritones crestados inmaduros frecuentemente regresan al agua en primavera, incluso si no es para la reproducción.
Los tritones juveniles a menudo se dispersan a nuevos sitios de reproducción, mientras que los adultos en general regresan a los mismos sitios de reproducción cada año. Los tritones no migran muy lejos: pueden cubrir alrededor de 100 metros en una noche y rara vez se dispersan mucho más allá de un kilómetro. En la mayor parte de su rango, hibernan en invierno, utilizando principalmente escondites subterráneos.
Los tritones crestados del norte, al igual que sus parientes del género Triturus, realizan un ritual de cortejo complejo, en donde el macho atrae a una hembra a través de movimientos corporales específicos como aletear la cola, esto para el fin de dispersar feromonas. Los machos son territoriales y usan pequeños parches de terreno despejado como arenas de cortejo para atraer a las hembras, y cuando tienen éxito, guían a la hembra sobre un espermatóforo que depositan en el suelo, que luego la hembra toma con su cloaca.
Los huevos son fecundados internamente y la hembra los deposita individualmente en un aproximado de 5 minutos por cada huevo; generalmente la hembra plega los huevos en hojas de plantas acuáticas. Por lo general, cada hembra deposita alrededor de 200 huevos por temporada. Los embriones suelen ser de color claro, de 1,8 a 2 mm de diámetro con una cápsula gelatinosa de 6 mm, lo que los distingue de los huevos de otras especies de tritones coexistentes que son más pequeños y de color más oscuro. Una particularidad genética compartida con otras especies de Triturus provoca la muerte del 50% de los embriones.

### Eclosión

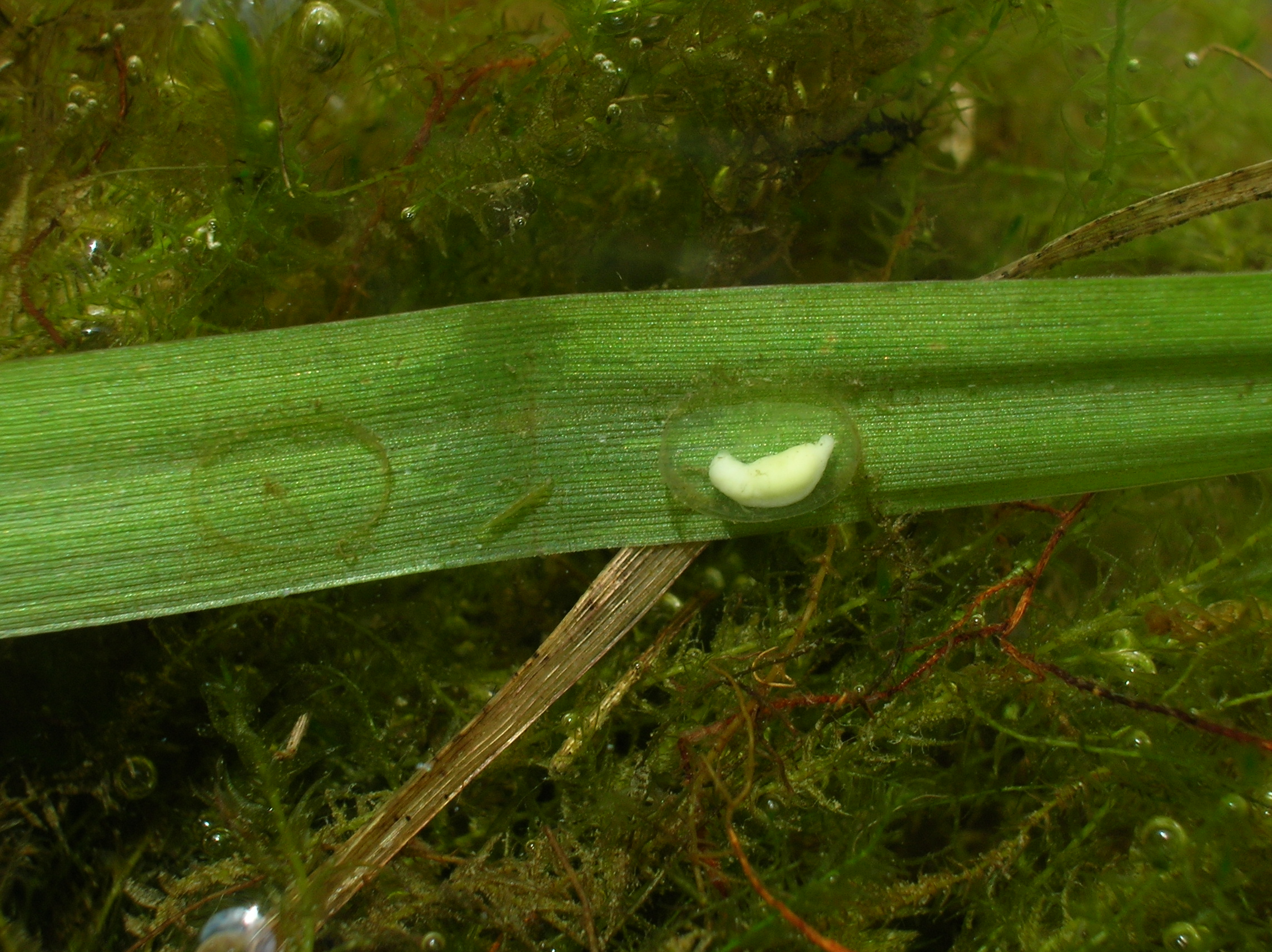
Huevos plegados en hojas

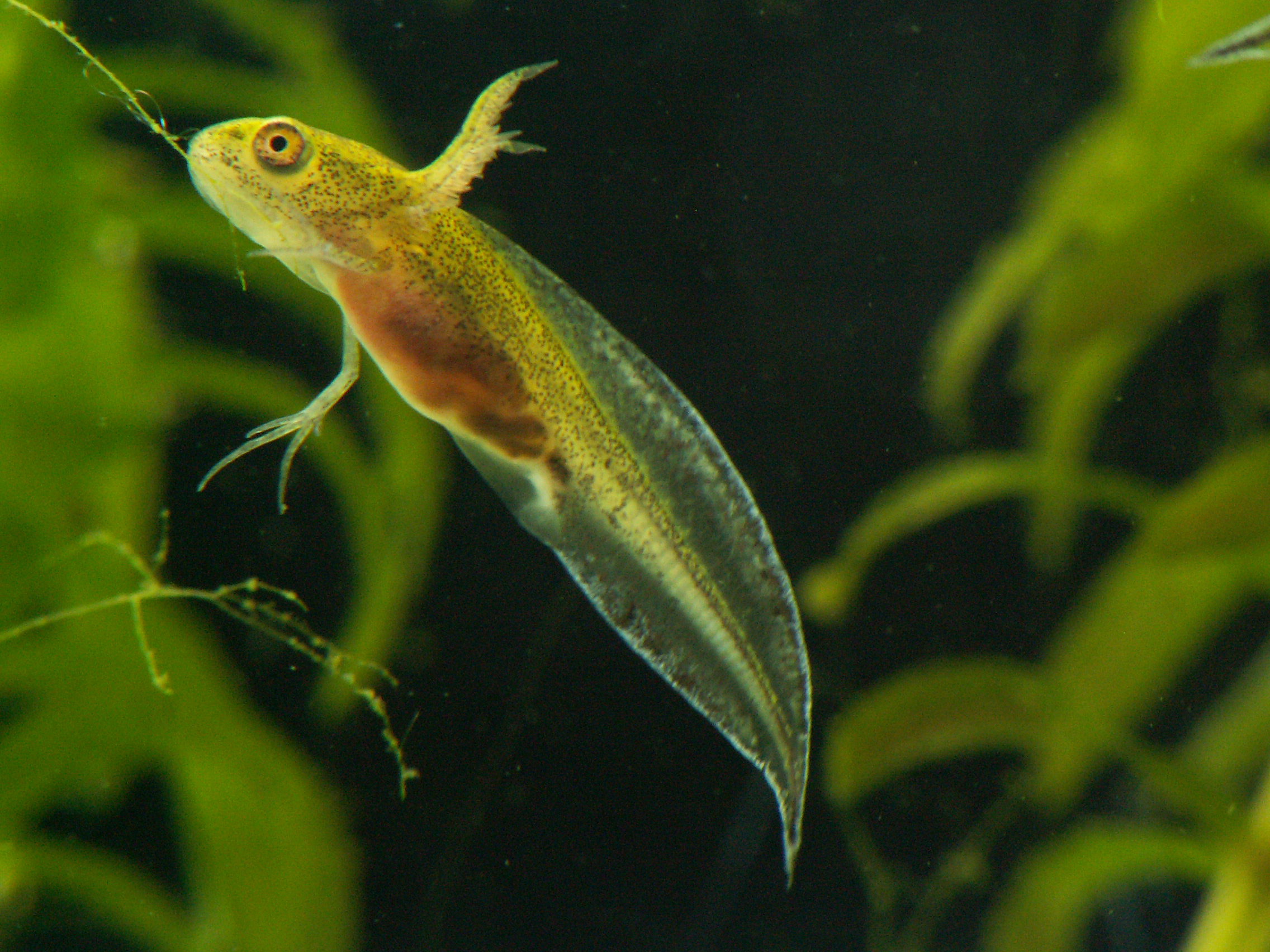
Renacuajo joven

Los renacuajos eclosionan después de dos a cinco semanas, dependiendo de la temperatura. Como en todas las salamandras y tritones, primero se desarrollan las extremidades anteriores y luego las patas traseras, a diferencia de las ranas. A diferencia de los tritones más pequeños, las larvas de tritón crestado son en su mayoría nectónicas y nadan libremente en la columna de agua. Justo antes de la transición a tierra, las larvas reabsorben sus branquias externas; en esta etapa pueden alcanzar un tamaño de 7 centímetros. La metamorfosis de tritones a una forma terrestre tiene lugar de dos a cuatro meses después de la eclosión, nuevamente dependiendo de la temperatura. La supervivencia de las larvas desde la eclosión hasta la metamorfosis se ha estimado en una media de aproximadamente el 4%. En condiciones desfavorables, las larvas pueden retrasar su desarrollo y pasar el invierno en el agua, aunque esto parece ser menos común que en los tritones de cuerpo pequeño. Ocasionalmente, también ocurre neotenia, en donde estas larvas no se metamorfosean en absoluto; conservan sus características larvales, como los las branquias externas, incluso alcanzan la madurez sexual en el agua.

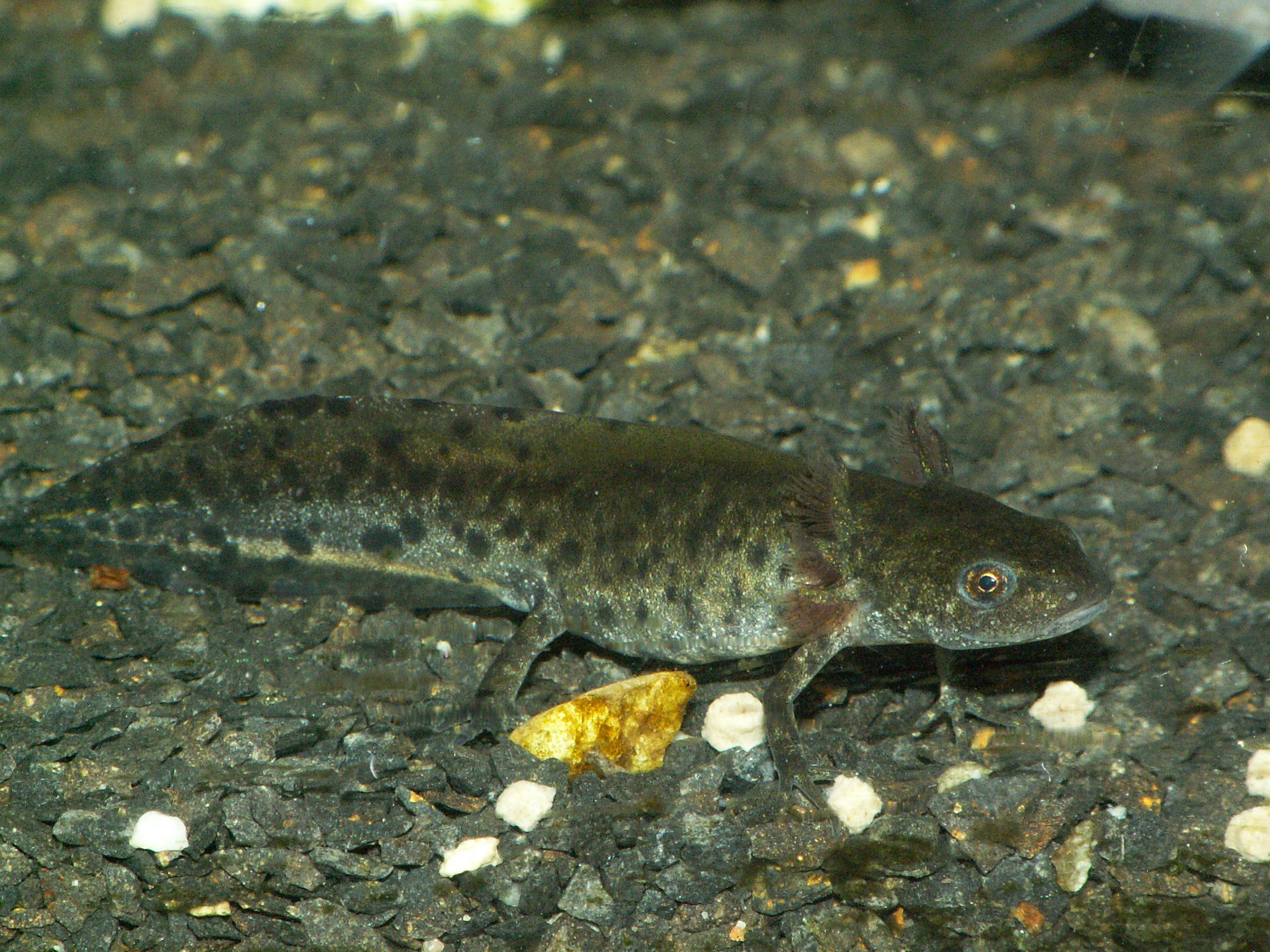
Juvenil acuático (antes de la metamorfosis).

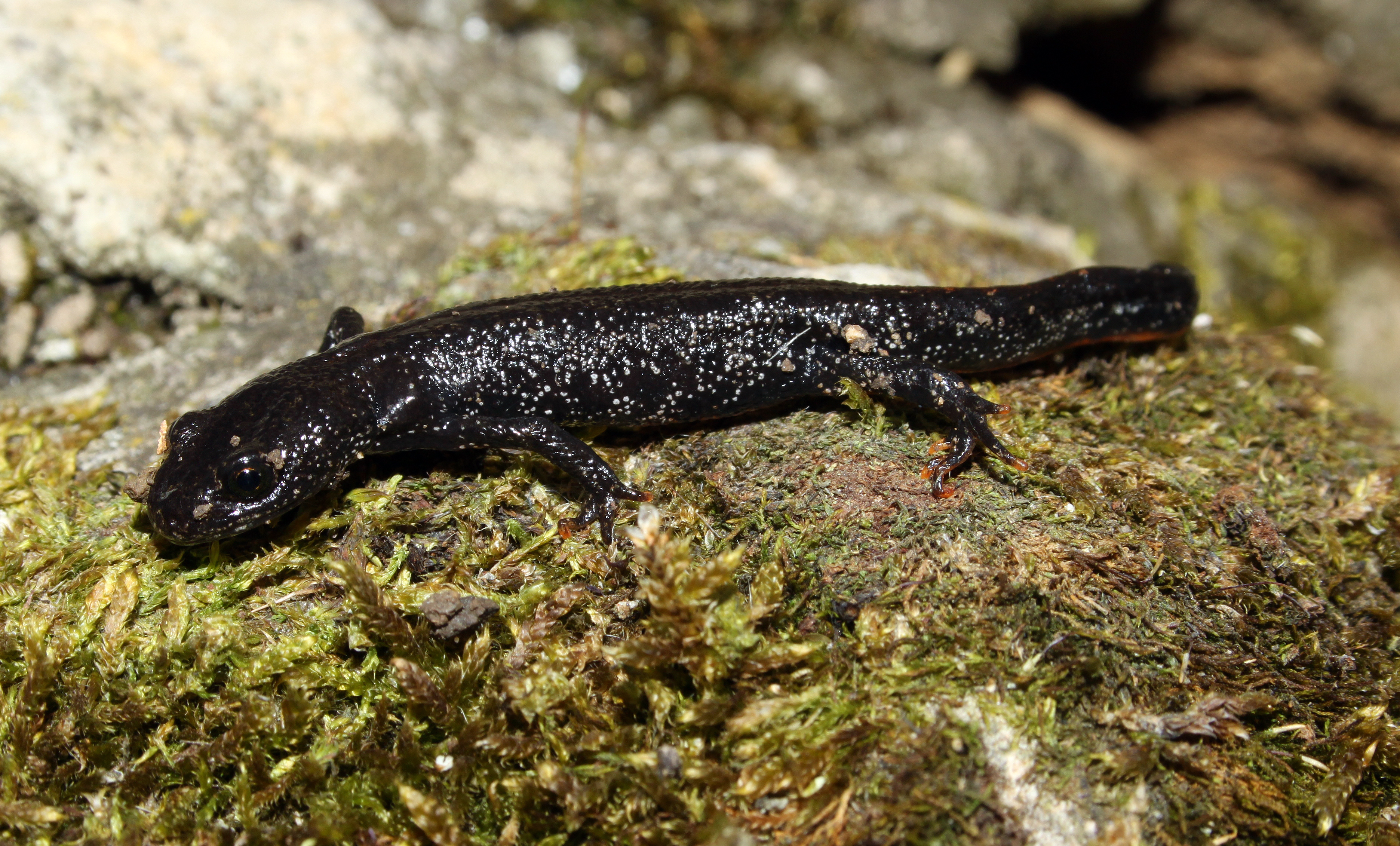
Juvenil terrestre.

## Distribución y hábitat

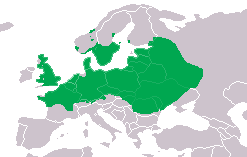
Mapa de la distribución geográfica de T. cristatus.

El tritón crestado del norte es la especie de tritón crestado con mayor distribución geográfica. El borde de la distribución norte se extiende desde Gran Bretaña a través del sur de Fenoscandia hasta la República de carelia en Rusia; el margen sur atraviesa el centro de Francia, el suroeste de Rumania, Moldavia y Ucrania, y desde allí se dirige al centro de Rusia y atraviesa los Montes Urales. La extensión oriental del área de distribución del tritón crestado del norte llega hasta el oeste de Siberia, desde el krai de Perm hasta Óblast de Kurgan.
En el oeste de Francia, la especie coexiste y, a veces, híbrida con el tritón jaspeado. En el sureste de Europa, su área de distribución se limita con la del tritón crestado italiano, el tritón crestado del Danubio, el tritón crestado macedonio y el tritón crestado de los Balcanes.

### Hábitat

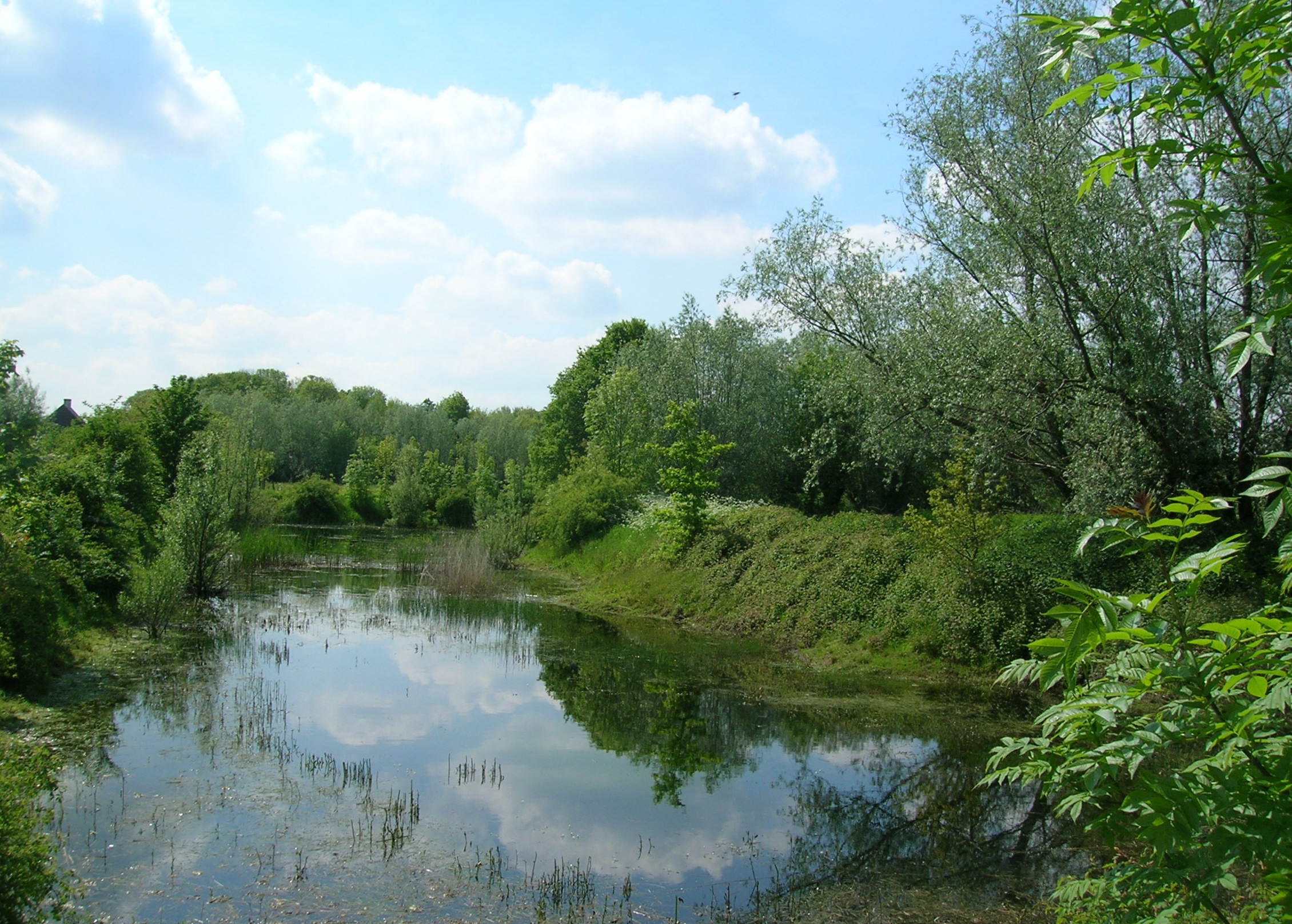
Los grandes estanques con abundante vegetación son los hábitats de reproducción preferidos del tritón crestado del norte.

Fuera de la temporada de reproducción, los tritones crestados del norte habitan principalmente los bosques. Prefieren bosques caducifolios o arboledas, pero también aceptan bosques de coníferas, especialmente en las cordilleras situadas en el norte y sur. En ausencia de bosques, pueden habitar otros hábitats ricos en cobertura, como por ejemplo setos, matorrales, praderas pantanosas o canteras.
Durante la fase terrestre, los tritones utilizan escondites como troncos, cortezas, tablones, muros de piedra o madrigueras de pequeños mamíferos; varios individuos pueden ocupar dichos refugios al mismo tiempo. Dado que los tritones generalmente permanecen muy cerca de sus lugares de reproducción acuáticos, la calidad del hábitat terrestre circundante determina en gran medida si se colonizará un cuerpo de agua que de otro modo sería adecuado.
Los sitios de reproducción acuáticos preferidos son cuerpos de agua estancados, de tamaño mediano a grande, sin sombra, con abundante vegetación submarina sin peces (que se alimentan de las larvas). Los ejemplos típicos son estanques más grandes, que no necesitan ser de origen natural; de hecho, la mayoría de los estanques habitados en el Reino Unido son artificiales.  Ejemplos de otros hábitats secundarios adecuados son zanjas, canales, lagos de grava o estanques de jardín. Otros tritones que en ocasiones se pueden encontrar en los mismos criaderos son el tritón común, el tritón palmeado, el tritón de los Cárpatos, el tritón alpino y el tritón jaspeado.

## Estado de conservación

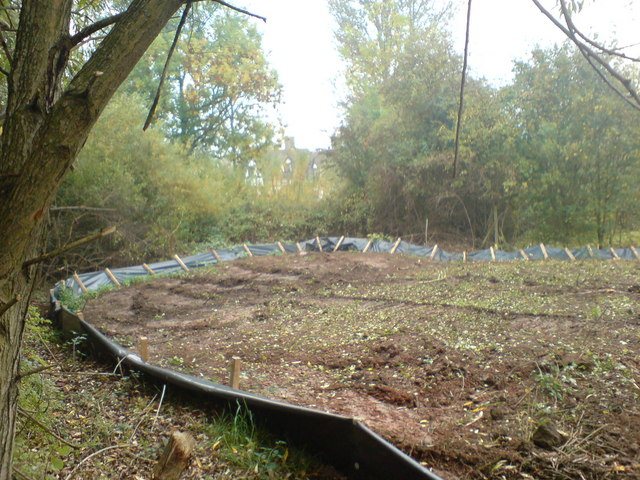
Valla de deriva para la captura y reubicación de tritones crestados del norte desde un sitio de desarrollo en Worcestershire, Inglaterra, debido al hundimiento del suelo.

El tritón crestado del norte es considerado como especie de menor preocupación en la Lista Roja de la UICN, pero actualmente las poblaciones siguen disminuyendo. Es una especie rara en algunas partes de su área de distribución y es protegida en varias listas rojas nacionales.
El tritón crestado del norte está incluido en el Apéndice II del Convenio de Berna como "estrictamente protegido". También está incluida en el Anexo II (especies que requieren la designación de áreas especiales de conservación) y IV (especies que necesitan protección estricta) de la directiva de especies y hábitats de la Unión Europea, como una de las Especies Europeas Protegidas. Como exigen estos marcos, su captura, perturbación, matanza o comercio, así como la destrucción de sus hábitats, están prohibidos en la mayoría de los países europeos. La directiva de hábitats de la Unión Europea también es la base para las áreas protegidas Natura 2000, varias de las cuales han sido designadas específicamente para proteger al tritón crestado del norte.

### Amenazas
Las razones principales de la disminución de las poblaciones son las siguientes:
- Destrucción del hábitat a través del desarrollo urbano y agrícola, que afecta los sitios de reproducción acuáticos y los hábitats terrestres.
- La dispersión limitada, que provoca que los tritones sean especialmente vulnerables a la fragmentación, es decir, a la pérdida de conexiones para el intercambio entre hábitats adecuados para su supervivencia.
- Introducción de peces y cangrejos de río en los estanques de reproducción.
- La recolección ilegal para el comercio de mascotas en su área de distribución oriental.
- Los inviernos más cálidos y húmedos debido al calentamiento global.[5]
- La contaminación genética a través de la hibridación con otras especies de tritones crestados introducidas en sus hábitas.[18]
- El uso de sal de carretera.[30]
- Potencialmente el hongo patógeno Batrachochytrium salamandrivorans.[31]

## Galería

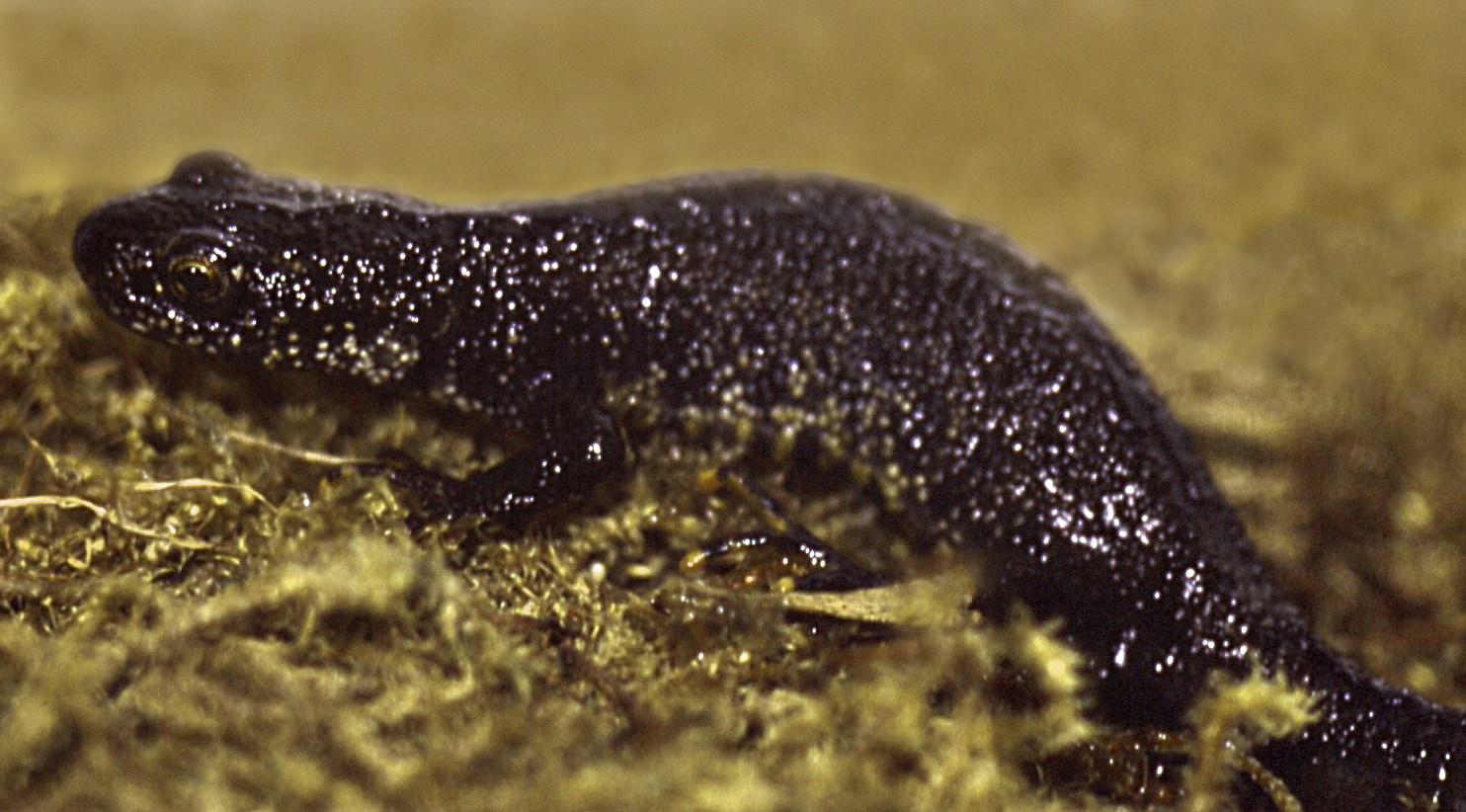
Ejemplar macho, Alemania, marzo de 1993.
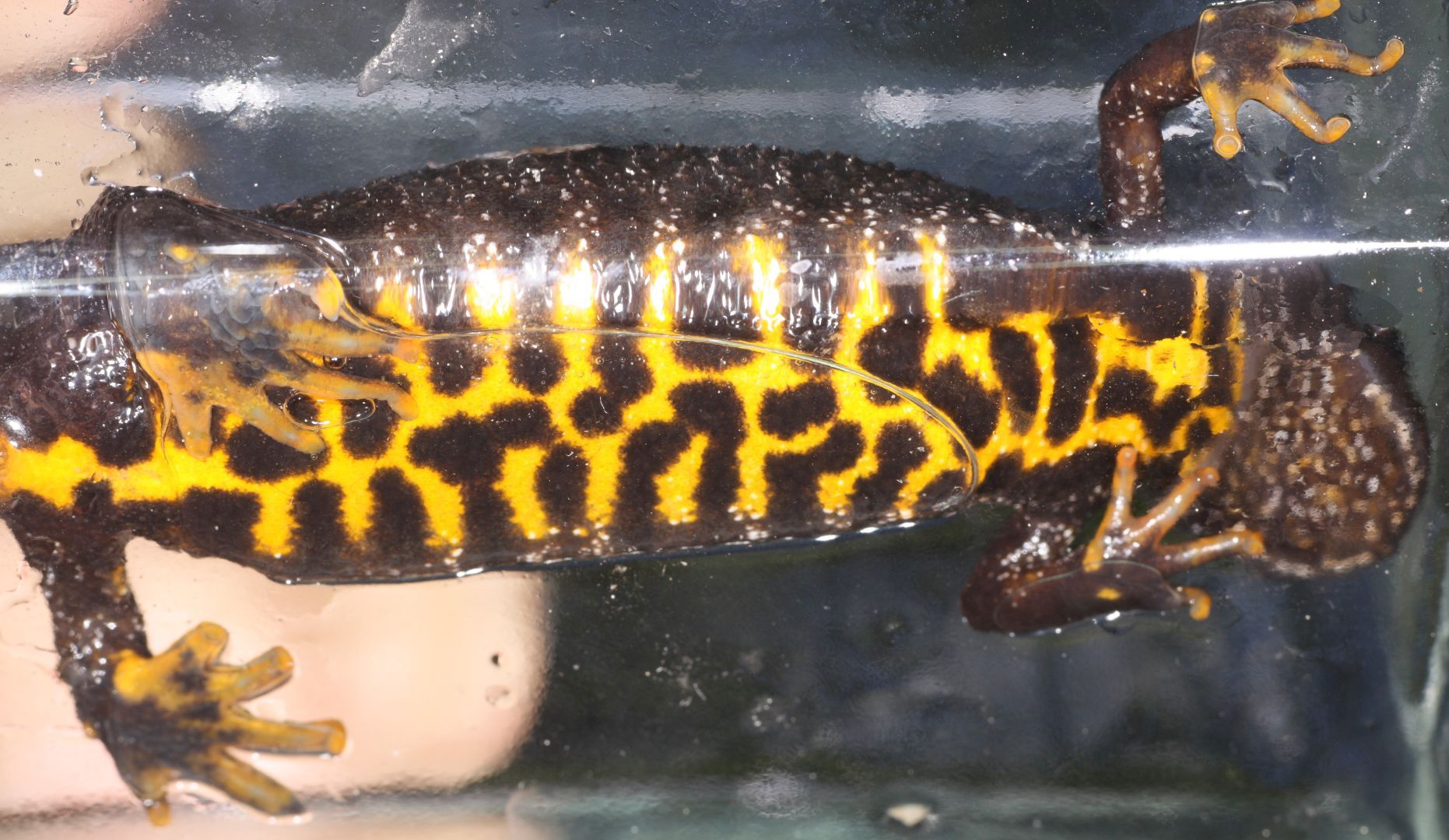
El patrón del vientre se puede usar para identificar a los tritones durante varios años, como un equivalente a una huella dactilar.
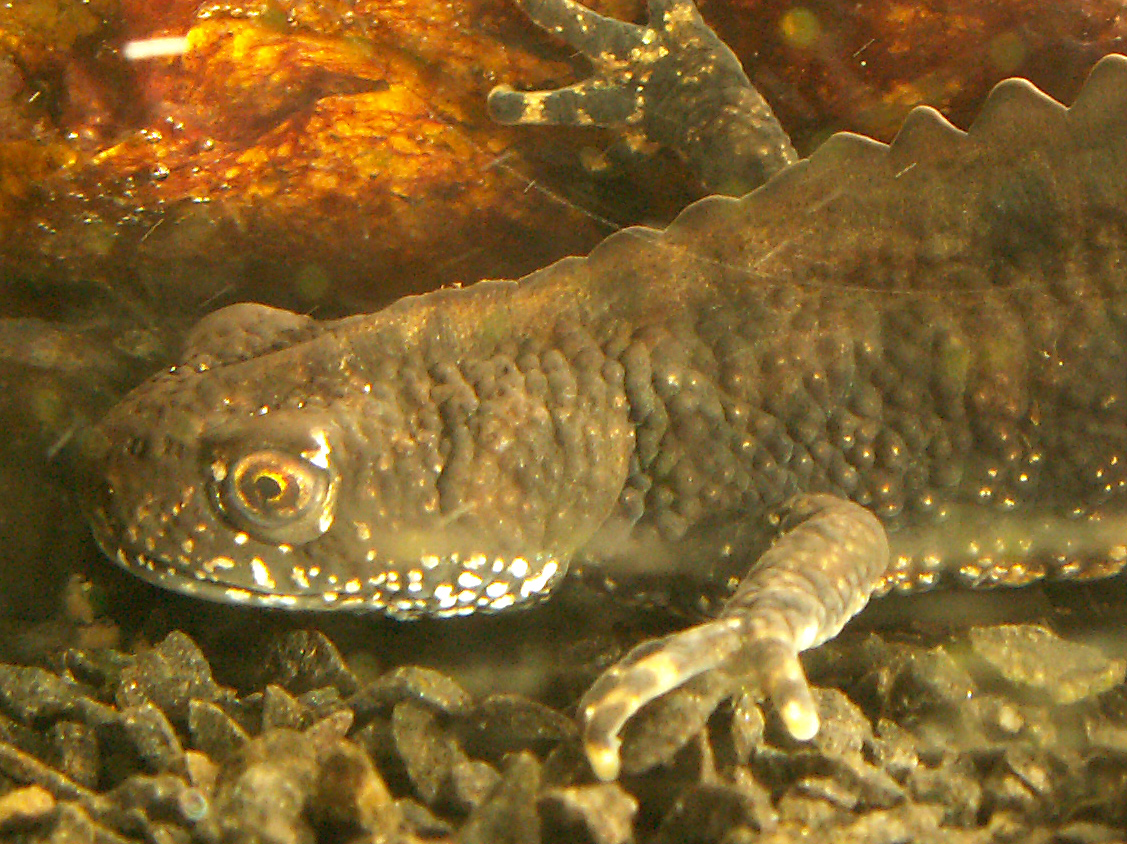
Macho en su primer año de vida con una cresta pequeña.
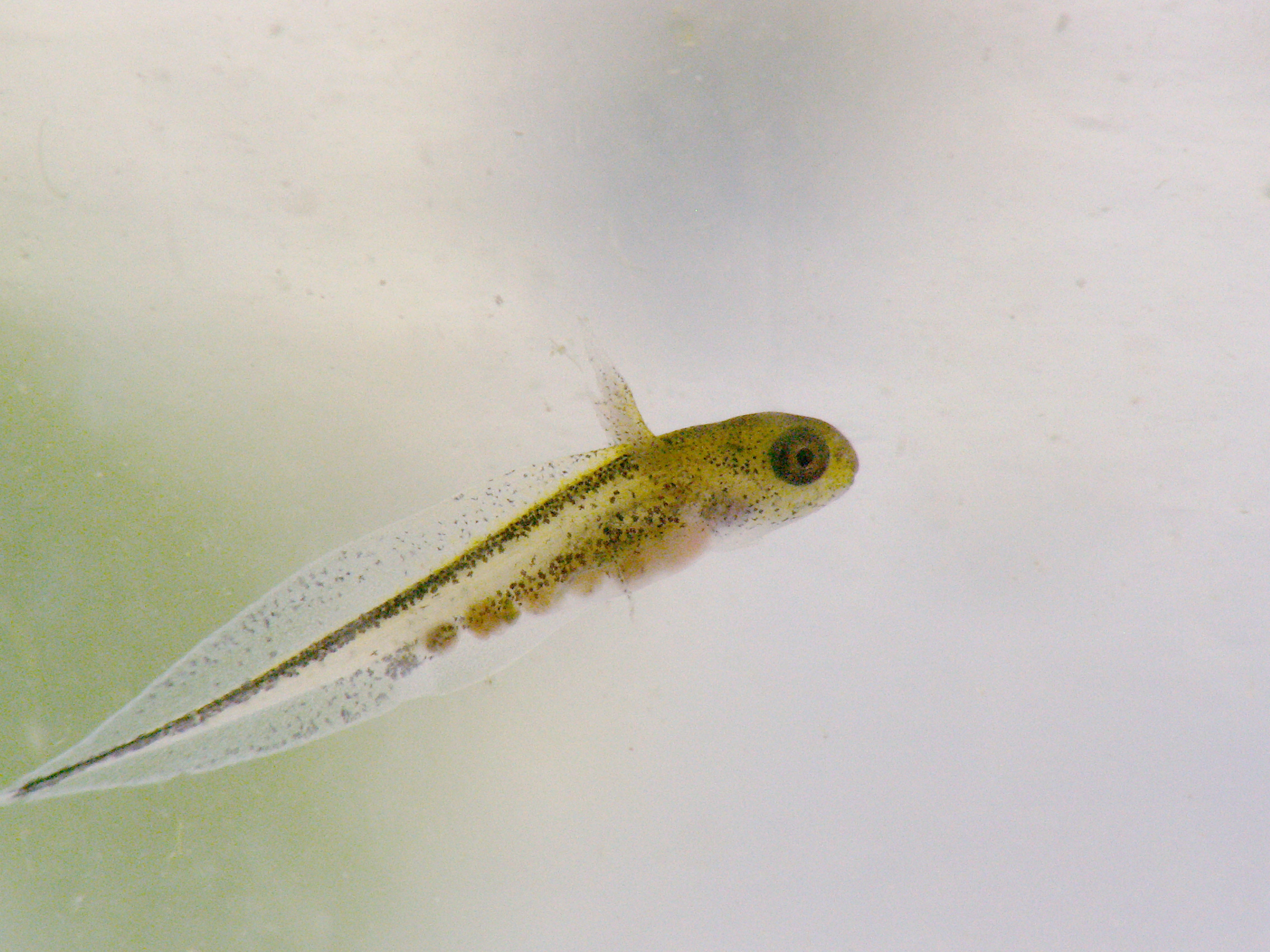
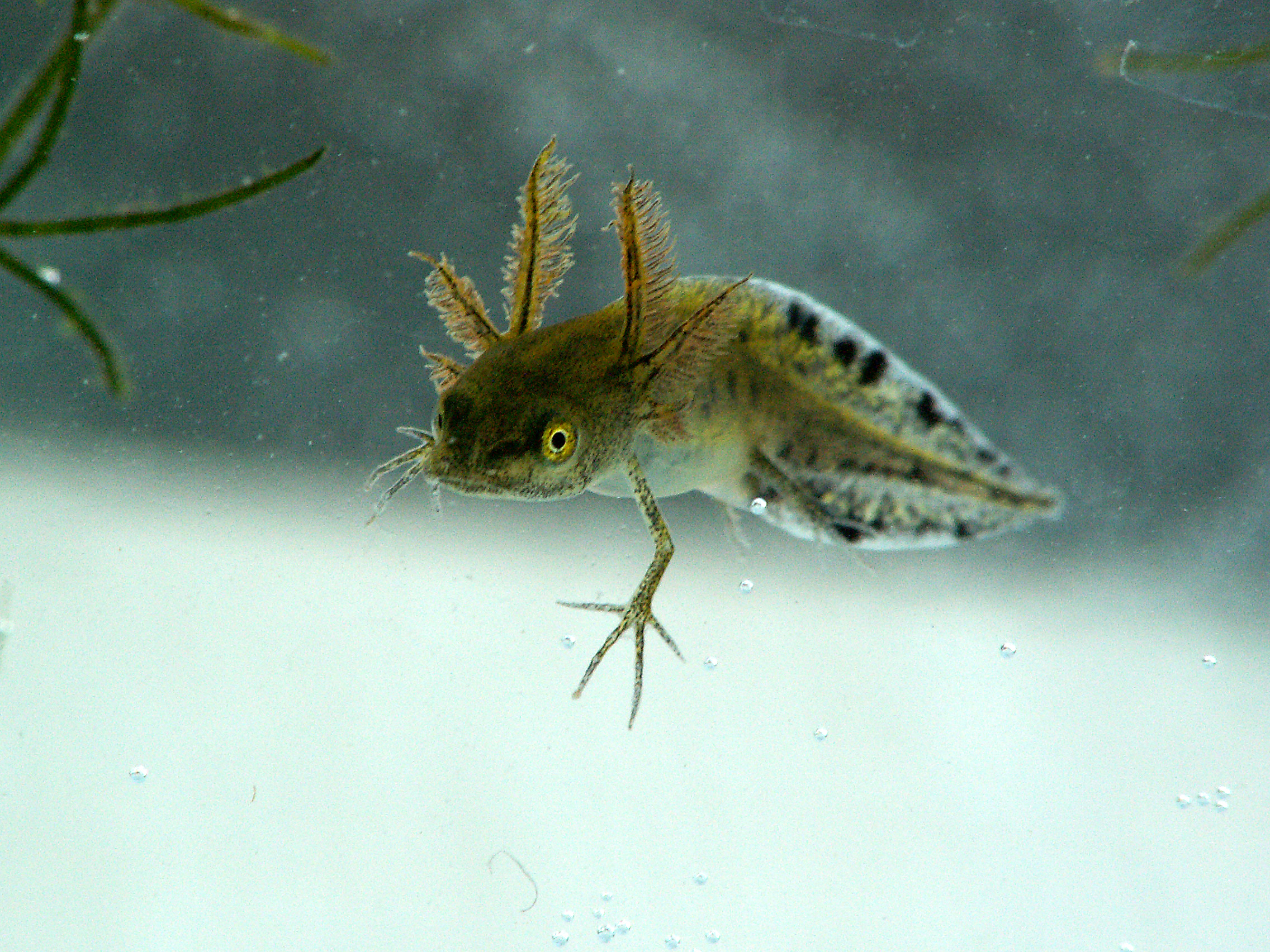
Renacuajo algo desarrollado de tamaño mediano.
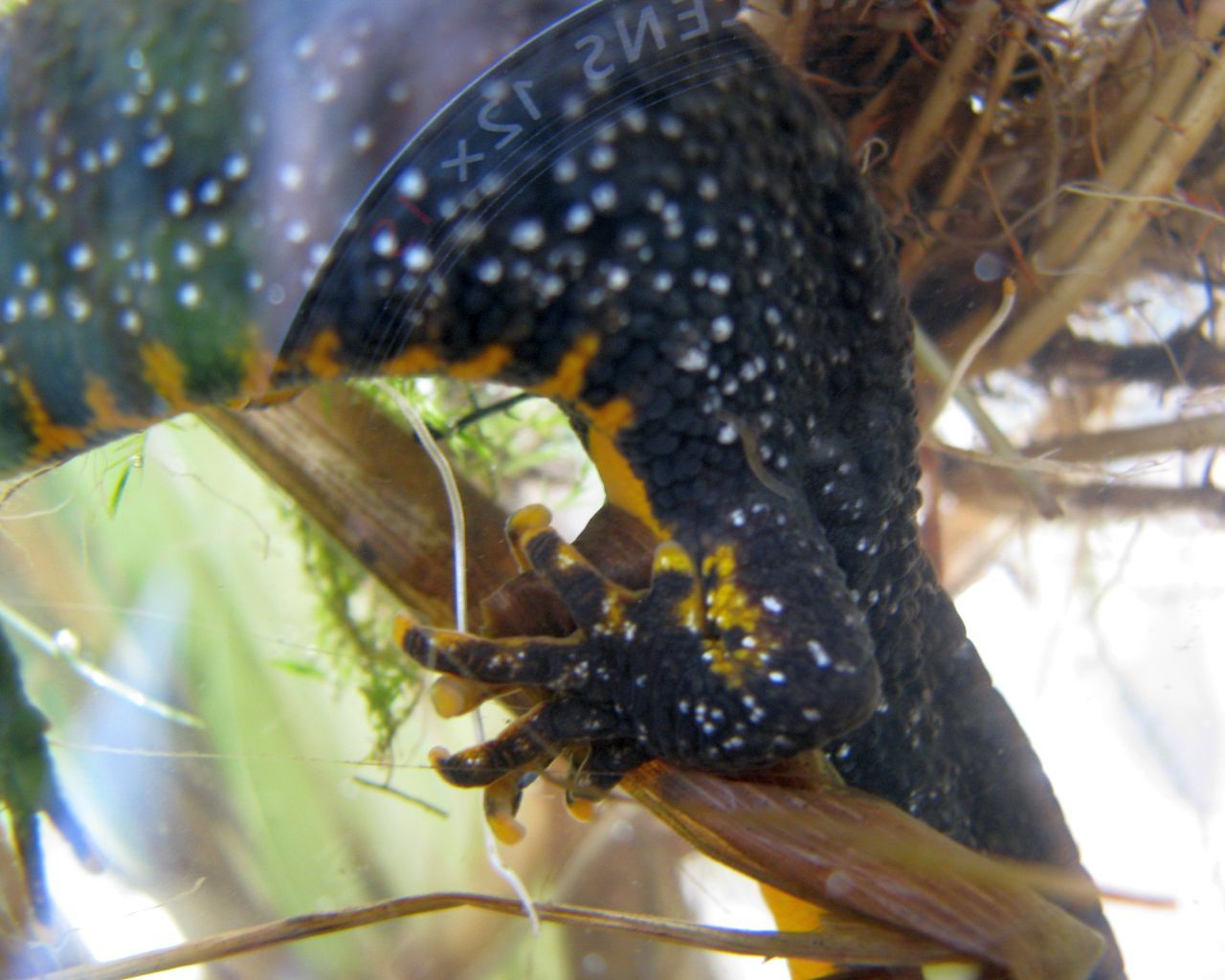
Las hembras doblan hojas acuáticas para depositar sus huevos, manteniendo y protegiendo el pliegue unido hasta que los huevos se pegan firmemente.
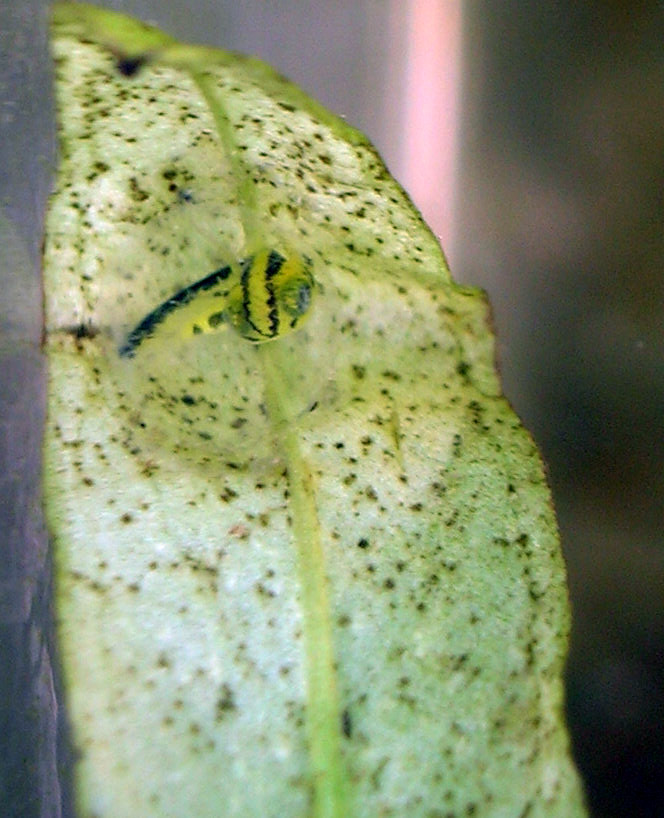
Huevo con cría desarrollada, Países Bajos.
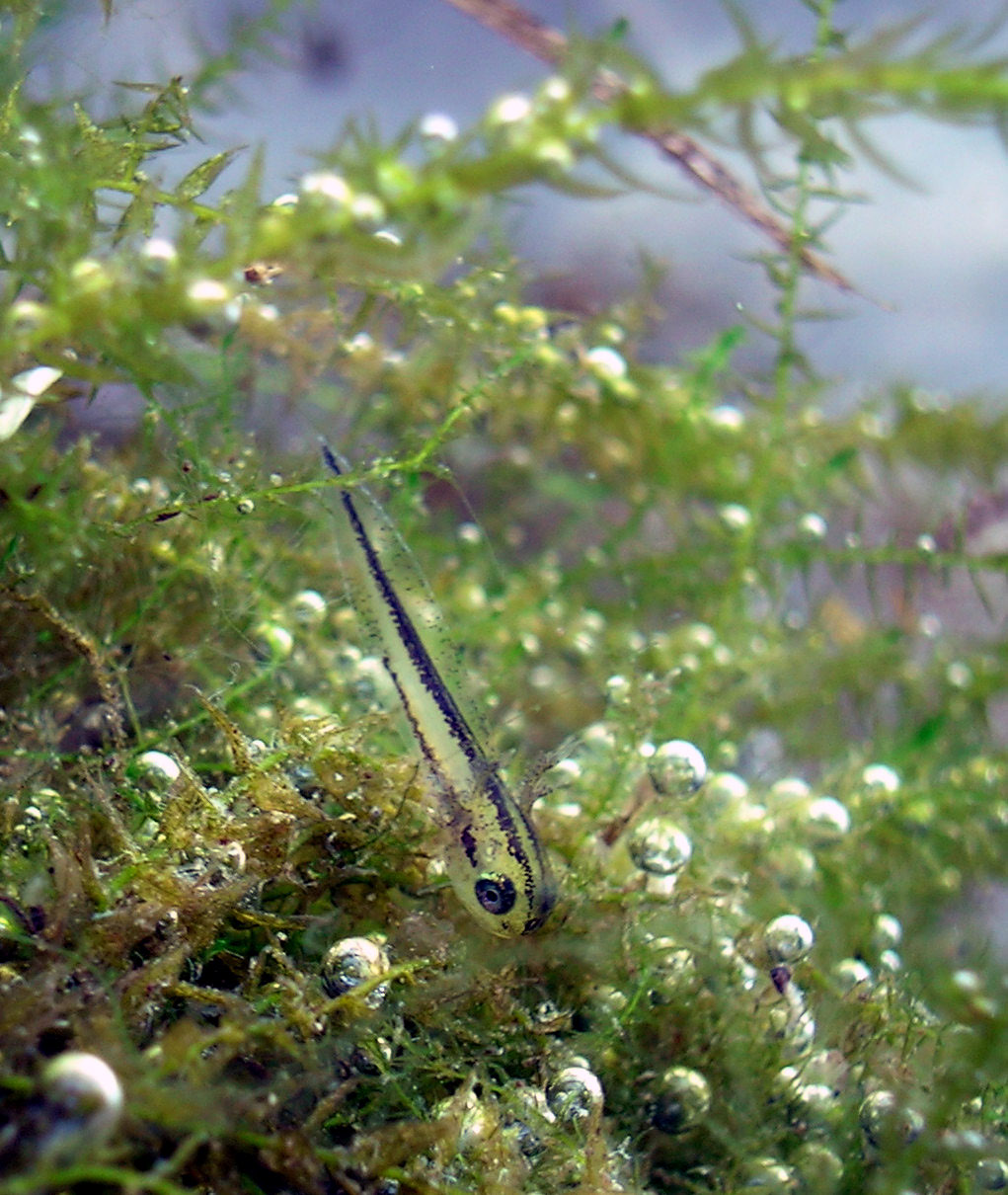
Renacuajo poco después de la eclosión.
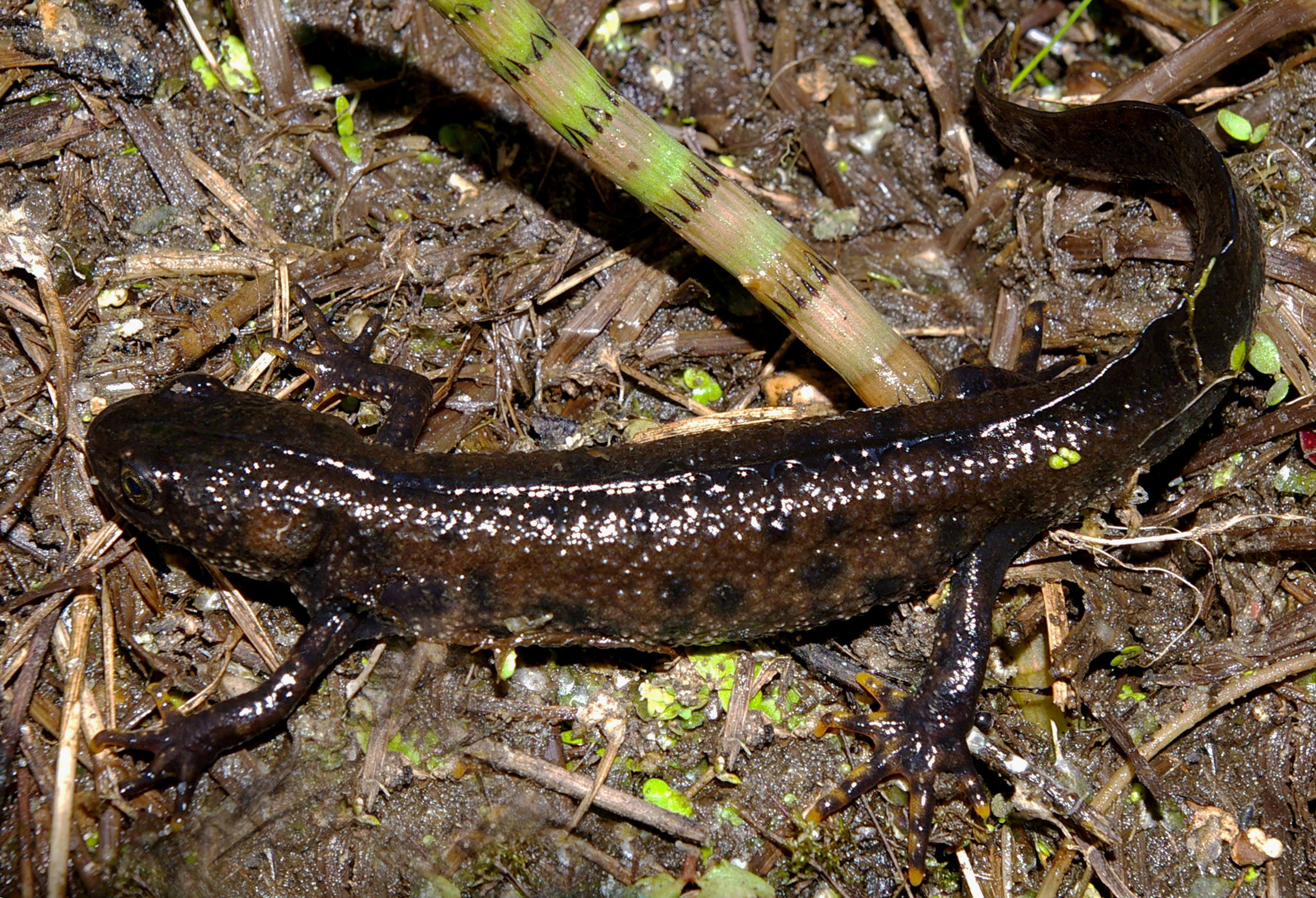
Ejemplar macho de unos 11 cm de largo, poco después del final del período de reproducción (morfológicamente entre la fase acuática y terrestre), Alemania, 2009.
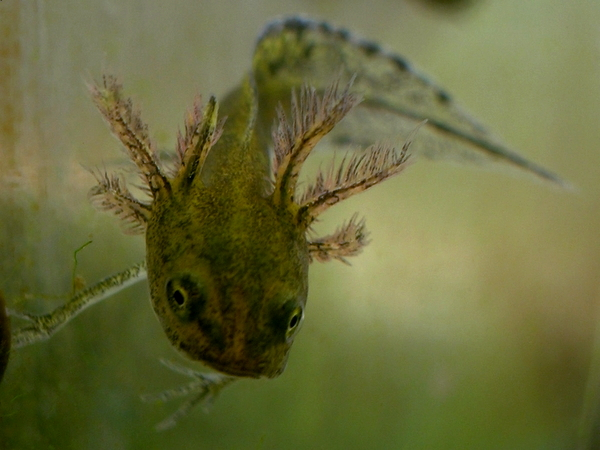
Renacuajo desarrollado
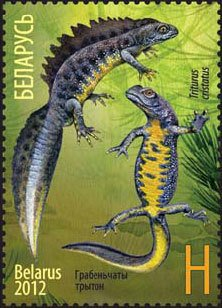
Sello de Bielorrusia en 2012 con ilustraciones de ejemplares macho y hembra.
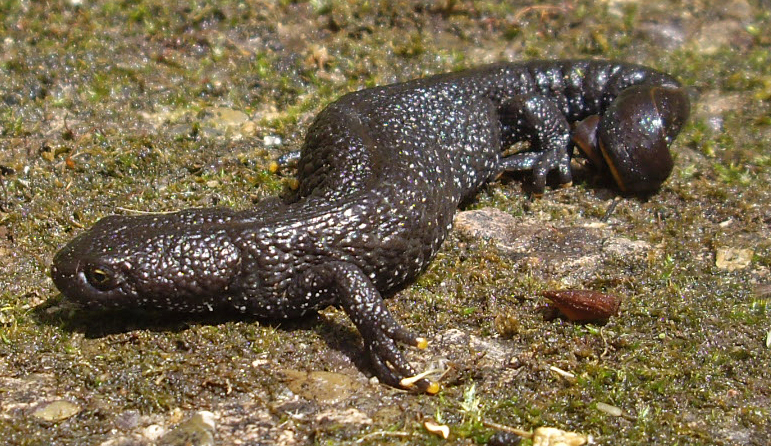
Nótese la piel áspera y rugosa.
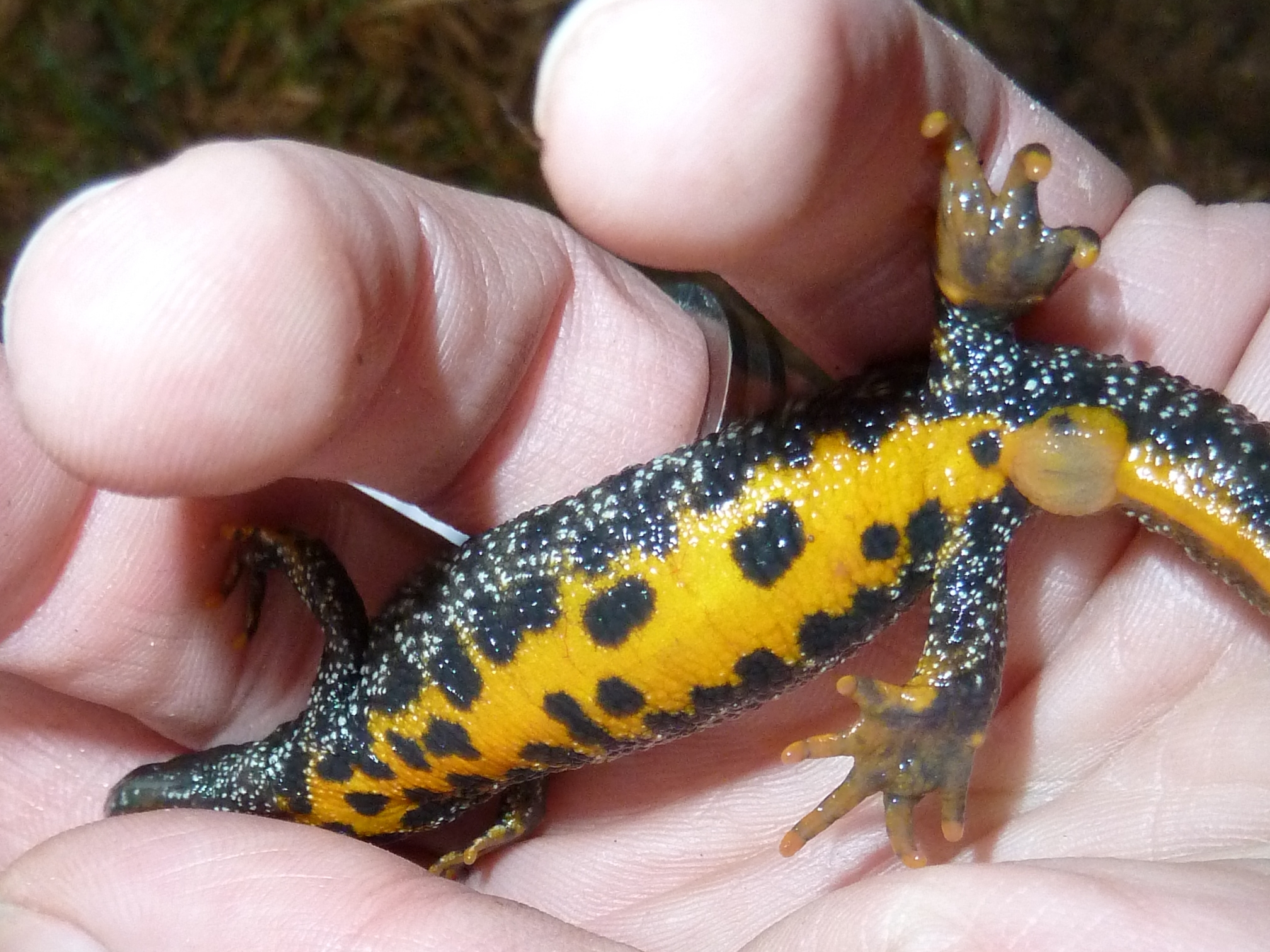
Ejemplar hembra, se distinguen de los machos por el patrón de color y cloaca relativamente pequeña.